# A.C. Milan w sezonie 1937/1938

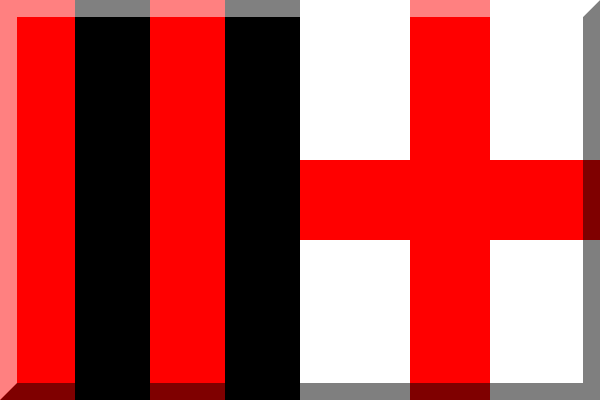
Klubowe barwy Milanu

Osiągnięcia piłkarskiego zespołu A.C. Milan w sezonie 1937/1938.

## Osiągnięcia
- Serie A: 3. miejsce
- Puchar Włoch: odpadnięcie w 1/2 finału

## Podstawowe dane
- Oficjalna nazwa klubu: Milan Associazione Sportiva
- Siedziba klubu: Via G. Negri 8
- Boisko: San Siro
- Prezes klubu:  Emilio Colombo
- Trener zespołu:  József Bánás[1]
- Kapitan drużyny:  Luigi Perversi